# 丸子町
丸子町（まるこまち）は、かつて長野県小県郡に存在した町。2006年（平成18年）3月6日、（旧）上田市、真田町、武石村と合併し、（新）上田市となった。
PLEXTORのブランドで知られるシナノケンシの本社がある。

## 地理

### 隣接していた自治体
- 松本市
- 上田市
- 東御市
- 小県郡：長和町、青木村、武石村
- 北佐久郡：立科町

## 歴史
- 1889年（明治22年）4月1日 - 町村制の施行により、上丸子村・中丸子村・下丸子村・腰越村の区域をもって丸子村が発足。
- 1912年（大正元年）10月30日 - 丸子村が町制施行して丸子町となる。
- 1954年（昭和29年）10月1日 - 東内村・西内村を編入。
- 1955年（昭和30年）4月1日 - 依田村・長瀬村を編入。
- 1956年（昭和31年）9月30日 - 塩川村を編入。
- 1966年（昭和41年）4月1日 - 東部町（現・東御市）の一部（遠河原地籍）を編入。
- 2003年（平成13年）5月14日 - 塩川地籍の一部（中島地籍）が東部町に編入。東部町の一部（本海野地籍の一部）を編入。
- 2006年（平成18年）3月6日 - （旧）上田市・真田町・武石村と合併し、（新）上田市が発足。丸子町役場は発足後上田市役所丸子地域自治センターに改称。

## 行政

### 歴代町長
| 歴代の丸子町長 | 歴代の丸子町長 | 歴代の丸子町長 | 歴代の丸子町長 | 歴代の丸子町長                                                             |
| -------------- | -------------- | -------------- | -------------- | -------------------------------------------------------------------------- |
| 初代           | 1912年         | 1913年         | 下村亀三郎     | 町制施行時の町長。死去により退任。                                         |
| 2代            | 1913年         | 1921年         | 柴崎虎五郎     |                                                                            |
| 3代            | 1921年         | 1925年         | 小林清之助     |                                                                            |
| 4代            | 1925年         | 1930年         | 工藤 助市      |                                                                            |
| 5代            | 1930年         | 1933年         | 下村市之助     |                                                                            |
| 6代            | 1933年         | 1939年         | 金子金平       |                                                                            |
| 7代            | 1939年         | 1946年         | 柳澤太三郎     | 公職追放による辞任。                                                       |
| 8代            | 1947年         | 1951年         | 工藤壮馬       | この代より公選。【1期】                                                    |
| 9代            | 1951年         | 1959年         | 依田敏治       | 【2期】                                                                    |
| 10代           | 1959年         | 1967年         | 中村房一       | 【2期】                                                                    |
| 11代           | 1967年         | 1975年         | 山岸一男       | 【2期】                                                                    |
| 12代           | 1975年         | 1990年         | 大野太郎一     | 【3期・4期途中死去辞任】死去による退任。自殺後に町財政の不明朗会計が発覚。 |
| 13代           | 1990年         | 1994年         | 滝澤康         | 【1期】                                                                    |
| 14代           | 1994年         | 2006年         | 堀内憲明       | 【2期・3期途中失職】合併による退任。新上田市の市長職務執行代理者を務めた。 |

## 経済
明治・大正期の丸子町は製糸業で栄え、大正時代の全盛期には数千人の工女がいたとされる。
- シナノケンシ
当地の基幹産業だった紡績業から出発し、戦後にモータ・精密機器の製造業で世界的な企業となった。当地出身の金子行徳によって1918年（大正7年）に信濃絹絲紡績株式会社として創業。1973年（昭和48年）に社名をシナノケンシ株式会社に変更した。
- 丸子警報機　1949年創業。自動車用ホーン製造。

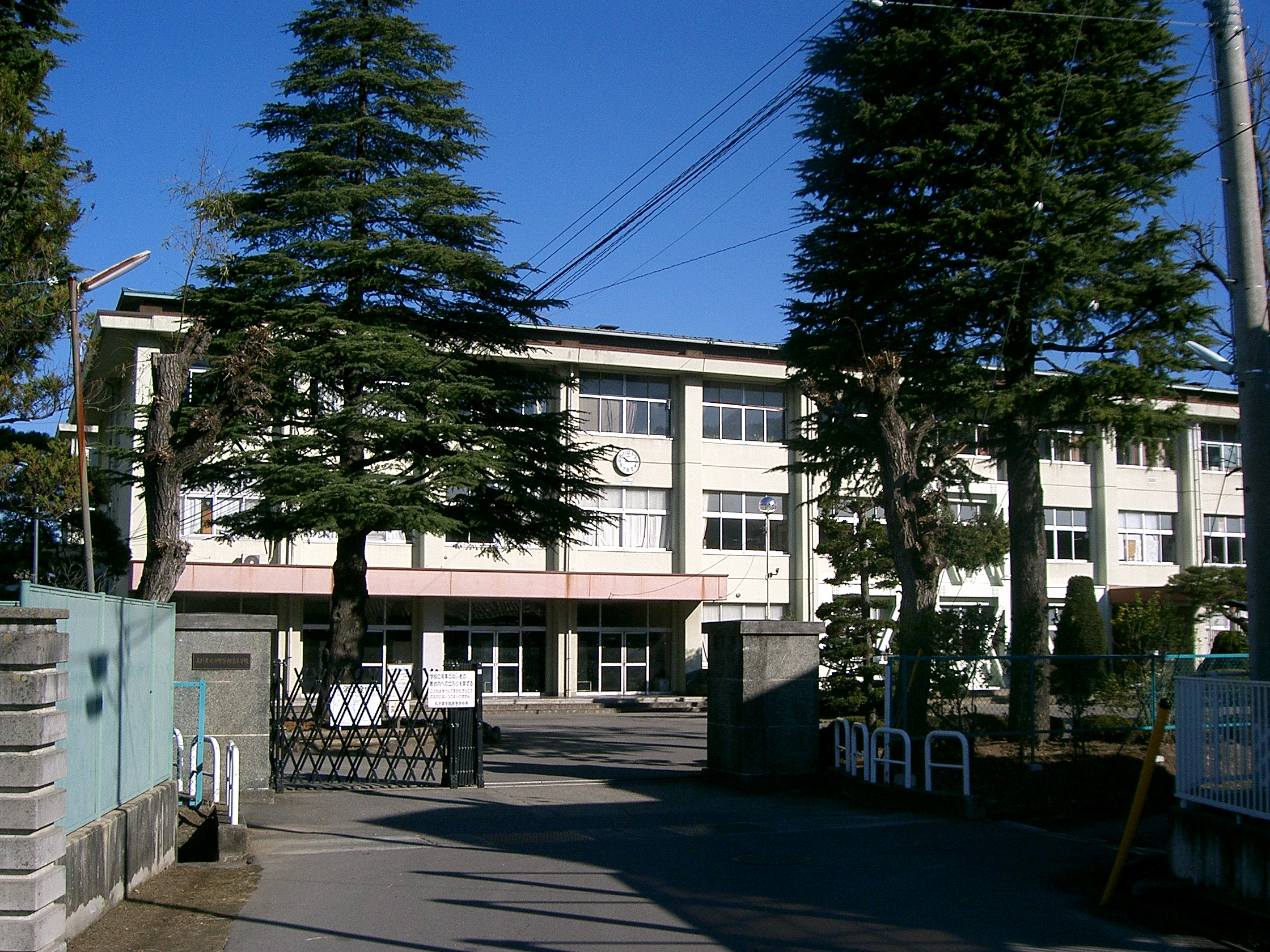
長野県丸子実業高等学校

### 高等学校
- 長野県丸子修学館高等学校

### 中学校
- 丸子町立丸子中学校
- 丸子町立丸子北中学校

### 小学校
- 丸子町立丸子中央小学校
- 丸子町立丸子北小学校
- 丸子町立塩川小学校
- 丸子町立西内小学校

### 図書館
- 丸子町立金子図書館
信濃絹糸紡績株式会社（現・シナノケンシ）創業者の金子行徳から図書館建設費の寄付を受け、1966年（昭和41年）に丸子町立丸子小学校北側に開館した。

## 交通

### バス
- JRバス関東
  - 【和田峠北線】 上田駅 - 大屋駅前 - 中央病院前 - 丸子町 - 中立岩 - 依田窪病院 - 長久保
- 千曲バス
  - 【鹿教湯線】 下秋和車庫 - 上田駅 - 大屋駅 - 丸子駅 - 荻窪 - 宮沢 - 大塩 - 鹿教湯車庫 - 奥鹿教湯
  - 【武石線】 下秋和車庫 - 上田駅 - 大屋駅 - 丸子駅 - 下沖 - 下武石 - 築地原 - 巣栗上
- 東信観光バス
  - 【丸子線】 中央病院前 - 丸子駅 - 虎御前 - 牛鹿 - 細谷 - 立科町役場前

### 道路
- 有料道路
  - 平井寺トンネル有料道路　※2018年無料開放
  - 三才山トンネル有料道路　※2020年無料開放
- 一般国道
  - 国道152号
  - 国道254号

### 鉄道
- 上田丸子電鉄丸子線
上田市の上田東駅から電鉄大屋駅を経て丸子町の丸子町駅を結んでいた鉄道路線。1918年（大正7年）11月21日に開業し、1969年（昭和44年）4月20日に廃止された。終着駅の丸子町駅は丸子駅前郵便局の東約100メートルにあった。
- 上田丸子電鉄西丸子線
小県郡塩田町の下之郷駅と丸子町の西丸子駅を結んでいた鉄道路線。1926年（大正15年）8月12日に開業し、1963年（昭和39年）11月1日に廃止された。

## 娯楽
- 丸子映画劇場 - 上田丸子電鉄丸子線上丸子駅前にあった[注 1]。

## 名所・旧跡・観光
- 丸子温泉郷（国民保養温泉地）
  - 鹿教湯温泉
  - 霊泉寺温泉
  - 大塩温泉

## 友好都市
- アメリカ合衆国コロラド州ブルームフィールド市郡 - 2001年（平成13年）、友好都市締結